# Vanilla Ice
Robert Matthew Van Winkle, více známý jako Vanilla Ice (* 31. října 1967), je americký rapper a hudební producent.
Jedná se o jednoho z prvních bílých raperů, který se proslavil po světě.

## Začátky
Robert se narodil 31. října 1967 v Dallasu. Otec jeho matku opustil, když mu byly 4 roky, potom měl mnoho nevlastních otců. V mládí nebyl moc dobrý student. Až v 18 letech byl v 10. třídě a poté vyhozen ze školy. V pozdních 80. letech se živil umýváním aut. Sledoval taneční a hudební kulturu a později začal vystupovat v klubech. Tancoval také v dallaské breakdance skupině Pep Busters. Lidé si ho pro jeho talent zamilovali.

## Kariéra

### Hooked
V roce 1989 vydal Vanilla Ice album Hooked na nezávislém labelu Ichiban Records. Alba se dodnes prodalo kolem 48,000 kusů a je prakticky nemožné ho sehnat.
Manažer Vanilly Ice řekl: Pokud album nemáte nyní, pravděpodobně ho nebudete mít už nikdy :-).
Skladba, která nebyla na albu To The Extreme je skladba Satisfaction vysamplovaná ze stejnojmenného hitu známé skupiny The Rolling Stones.

### To The Extreme
Album To The Extreme vyšlo v roce 1990 a je re-edicí alba Hooked, Vanilla Ice vydal u labelu SBK Records.
Jako první singl vyšla skladba Play That Funky Music, na B straně byla skladba Ice Ice Baby. Na jedné párty DJ pustil B stranu a Ice Ice Baby zaznamenalo u publika větší úspěch než A strana. Z Ice Ice Baby se stal největší hit Vanilly Ice.
Další hity byly skladby Play That Funky Music, I Love You, Stop That Train, Hooked, Ice Is Workin' It. Alba se dodnes prodalo přes 20 miliónů kusů, dostalo diamantovou desku a 16 týdnů zůstalo na prvním místě hitparády.

### Vzestup ke slávě
Horečka jménem Vanilla Ice byla všude. Mnoho firem začalo vyrábět miliony panenek Vanilly Ice a také hry. Každé rádio hrálo singl Ice Ice Baby. Zúčastnil se turné MC Hammera oblečen v jeho stylu.
V té době také Vanilla Ice chodil 8 měsíců se zpěvačkou Madonnou a objevil se v její knize Sex.
Účinkoval ve filmu Želví Ninjové 2, ke kterému nahrál píseň Ninja Rap, stala se hitem.

### Extremely Live
V roce 1991 vyšlo živé album Vanilly Ice pod názvem Extremely Live. Nacházely se na něm hity jako Ice Ice Baby, Play That Funky Music, I Love You v živém podání Vanilla Ice a DJ Earthquake a nové písně jako Rollin' In My 5.0, Move, I Like It a Road To My Riches. Album se umístilo na 30. místě v hitparádě a dostalo zlaté ocenění.

## Filmová kariéra
Vanilla Ice natočil film Chladný jako led (Cool As Ice). Představuje Johnnyho, rapera a hudebníka, jezdícího na motorce, který přijíždí do malého ospalého města se svojí kapelou. Celé městečko obrátí naruby svým vystupováním. Setkává se zde se středoškolačkou Kathy, která si získá jeho pozornost i srdce. Film však dostal negativní hodnocení a Vanilla Ice si odnesl Zlatou malinu za nejhorší filmový výkon.
Ve stejném roce vyšel soundtrack k filmu Cool As Ice (Chladný jako led). Byly na něm nové písně Get Wit' It, Cool As Ice featuring Naomi Campbell, People's Choice a lovesong Never Wanna Be Without You.
V roce 2011 si zahrál ve filmu Můj otec je šílenec ve kterém hrál sám sebe.

## Změna stylu
V letech 1991-1994 se změnil. Dal si přestávku s rapovou kariérou a začal se živit jako motokrosový závodník .Láska k motorkám mu vydržela dodnes. Koncertoval občas a to v zemích jako je Rusko, Turecko a Peru.
Místo nagelovaných vlasů si nechal udělat dredy, lesklé oblečení vyměnil za oblečení v hip-hopovém stylu a místo pop rapu začal dělat gangsta rap a kouřil marihuanu.

### Comeback a album Mind Blowin'
V roce 1994 se vrátil k rapu a vydal album Mind Blowin, které se neslo v hip-hopovém a G-Funk stylu. Vanilla Ice zde změnil styl na gangstera. Album bylo v gangsta rap stylu povedené ale hodnocení bylo negativní. Povedené písničky byly Roll 'Em Up, Hit 'Em Hard, Now And Forever, Fame, The Wrath, Get Loose a Blowin In My Mind. Alba se prodalo pouhých 45,000 kusů, než byl prodej zrušen, protože SBK Records zkrachovalo.

### Drastická změna
Došlo k ní v roce 1998,kdy si Vanilla Ice začínal říkat pouze V-Ice, seznámil se s producentem Rossem Robinsonem, který mu produkoval další album Hard To Swallow. Řekl: Co může být více punk-rock než produkovat nové album od Vanilly Ice?.
Byla to velká změna,úplně nový zvuk oproti minulým nahrávkám. Celé album bylo v nu-metalovém a hard-core stylu. Ice řekl,že dal světu album take-it-or-leave-it (Ber nebo nech být). Na albu se nacházel remake hitu Ice Ice Baby pod názvem Too Cold. Prodalo se ho pod 500 000 kusů.

### Bi-Polar
Bi-Polar je 2CD, které vyšlo v roce 2001. Na prvním CD Skabz byly metalové skladby a na druhém CD Tha Bomb System rapové skladby, ve kterých spolupracoval se známými tvůrci, jako například Insane Clown Posse,Wu-Tang Clan nebo Chuckem D ze skupiny Public Enemy. Album mělo temnou atmosféru.

### Platinum Underground
V roce 2005 vydal album Platinum Underground v hardcore rapovém stylu. Mezi úspěšnými skladbami byly Survivor, Ice Ice Baby 2005, Ninja Rap 2, Bounce. Prodalo se ho přes 20 000 kusů.
Se skladbou Survivor Vanilla Ice vyhrál soutěž Hit Me Baby One Mo' Time.

### Vanilla Ice Is Back!
Vanilla Ice Is Back je název alba, které vyšlo v roce 2008. Jednalo se o remixové album, na kterém se nacházejí coververze na hip-hopové klasiky např. od Cypress Hill, Public Enemy a také na píseň Buffalo Soldier od Boba Marleye. Jako bonus se na albu objevily tři remixy Ice Ice Baby.

## Osobní život
V roce 1994 se Vanilla Ice pokusil spáchat sebevraždu předávkováním heroinem, kokainem a extází. Nepodařilo se mu to, přátelé ho našli ležet v koupelně v křečích a přivolali pomoc. Důvodem pokusu o sebevraždu bylo to, že Vanilla Ice byl obětí tzv. Video Killed The Radio Star.
Byl totiž loutkou v průmyslu, majitelé nahrávacích společností na něm pouze chtěli vydělat peníze. Po roce 1994 se Vanilla Ice osvobodil a začal více používat pseudonym V-Ice. Začal měnit styl na metal, sice už mu to tolik nevynášelo, ale byl rád, že může dělat to, co je mu bližší. Nyní žije na Floridě. V roce 2011 se rozvedl se svou manželkou Laurou. Důvodem rozvodu byla nevěra z manželčiny strany. Vanilla Ice oznámil, že ale měli problémy už dříve.

### Současnost
V roce 2005 navštívil Vanilla Ice Českou republiku. Vystupoval v Praze na Vlachově Březí. V roce 2009 uspořádal turné v Austrálii.
19. února 2010 se na jeho oficiálních stránkách objevila zpráva, že album WTF je hotové. Nová hudební účast Vanilly je hostování na prvním singlu irského dua Jedward, na jejich písni Under Pressure (Ice Ice Baby). Je to coververze známého hitu skupiny Queen dohromady s hitem Ice Ice Baby. Nyní Vanilla pořádá turné, zatím koncertoval v Dubai, kde předvedl novou píseň Turn It Up.
Dne 27. října 2010 byla na jeho oficiálních stránkách uveřejněna skladba Born On Halloween z připravovaného alba WTF (Wisdom,Tenacity,Focus),píseň je volně ke stažení. Ode dne 19. srpna 2011 je album WTF k prodeji online na Itunes a Amazon. Album obsahuje 15 písní a jeden remix.

## Zajímavosti
- V magazínu People se objevil na seznamu 50 nejhezčích lidí světa.
- Vlastní 20 sportovních motorek Yamaha, 15 vodních skútrů a závodní člun.
- Hit Ice Ice Baby byl prvním rapovým singlem,který se umístil na 1. příčce Billboard Hot 100 hitparády.
- Býval motokrosovým šampionem Floridy.
- Má dvě dcery,Dusti Rain narozenou v roce 1998 a KeeLee Breeze narozenou v roce 2000.

## Diskografie

### Alba

#### Studiové
- Hooked (1989)
- To The Extreme (1990)
- Mind Blowin' (1994)
- Hard To Swallow (1998)
- Bi-Polar (2001)
- Hot Sex (2003)
- Platinum Underground (2005)
- WTF (2011)

#### Živé
- Extremely Live (1991)

#### Kompilace
- Back 2 Back Hits (1998)
- The Best Of Vanilla Ice (1999,2001,2006)

#### Soundtracky
- Cool As Ice (1991)

#### Remixy
- Vanilla Ice Is Back ! Hip Hop Classics (2008)

### Singly
- Ice Ice Baby (1990)
- Play That Funky Music (1990)
- I Love You (1991)
- Cool As Ice(Everybody Get Loose) (1991)
- Rollin' In My 5.0 (1991)
- Satisfaction (1991)
- Roll 'Em Up (1994)
- The Wrath (1994)
- Too Cold (1998)
- S.N.A.F.F.U. (1998)
- Nothing Is Real (2001)
- Get Your Ass Up (2001)
- Under Pressure (Ice Ice Baby) (ft.Jedward) (2010)

## Filmografie
| Year | Film                                  | Role                         |
| ---- | ------------------------------------- | ---------------------------- |
| 1991 | Želví Ninjové II - Tajemství Kapaliny | Sebe                         |
| 1991 | Chladný jako led                      | John 'Johnny' Van Owen       |
| 2000 | Da Hip Hop Witch                      | Sebe                         |
| 2002 | Z nuly hrdinou                        | Seth,Prodavač v obchodě s CD |
| 2005 | The Helix...Loaded                    | Theo                         |
| 2006 | The Bros.                             | Sebe                         |
| 2010 | Big Money Rustlas                     | ?                            |
| 2012 | Můj otec je šílenec                   | Sebe                         |